# Партизанские формирования во время Великой Отечественной войны
Партизанские формирования — отряды, полки, бригады, соединения (дивизии) советских партизан во время Великой Отечественной войны.

## Организационная структура
Организация партизанских формирований определялась:
- численностью личного состава
- количеством и составом вооружения
- географическими условиями местности
- экономическим состоянием района
- характером выполнявшихся задач

Основной организационной и боевой единицей партизан был партизанский отряд, состоявший обычно из рот, взводов и отделений, а иногда из боевых групп. Его численность колебалась от 20 до 200 человек. Отряд входил в состав партизанской бригады (соединения, дивизии) или был самостоятельным.
Партизанский полк состоял из батальонов, широкого распространения не получил. Действовал самостоятельно или в составе партизанской бригады, соединения (дивизии). В основном полками назывались партизанские отряды на Могилевщине.
Партизанская бригада объединяла несколько отрядов (реже батальонов и полков) и насчитывала от нескольких сотен до 3—4 тыс. и более человек.
Партизанское соединение (дивизия) включало 10 и более партизанских бригад общей численностью до 15—19 тыс. человек, создавалось по решению штабов партизанского движения, подпольных обкомов (райкомов) партии. В боевых действиях соединения (дивизии) преобладало проведение рейдов, в том числе и за пределы советской территории. В некоторые соединения организационно входили кавалерийские, артиллерийские и пулемётные подразделения.

## Командование
Отряд, бригаду и соединение (дивизию) возглавляли командир и комиссар, имелся штаб, а в крупных формированиях — и партийно-политический аппарат. Командиры имели заместителей по разведке, по диверсиям, помощника по снабжению с соответствующими подразделениями. В отрядах работали партийные и комсомольские, организации.

## Инфраструктура
Многие партизанские формирования имели свои госпитали, мастерские по ремонту оружия и различного имущества, взводы боепитания.

## Вооружение
На вооружении партизан состояло главным образом лёгкое оружие: ручные пулемёты, автоматы, винтовки, карабины, гранаты. Во многих отрядах и соединениях имелись миномёты и станковые пулемёты. В отдельных случаях партизаны использовали пушки и танки, оставленные войсками на поле боя.